# 東京都虹の下水道館
東京都虹の下水道館（とうきょうとにじのげすいどうかん）は、東京都江東区の有明水再生センター内にある、東京都下水道局による下水道をテーマとした体験型の広報施設である。

## 概要
1996年、有明下水処理場（現有明水再生センター）の見学説明室として開設。2012年12月から休館して実物大施設の設置などの改修を行い、2013年4月20日に再オープンした。下水道管や下水処理場の監視室などを実物大で再現した施設が設置されている。これらの実物大施設を使って、マンホール内の探索や清掃などといった体験をすることができる。

### 声優
永井一郎、大谷育江などの声優が、館内キャラクターの声を当てている。

## 周辺施設
- 有明スポーツセンター
- 有明清掃工場
- 有明テニスの森公園
- 有明コロシアム
- 武蔵野大学有明キャンパス
- 東京都水の科学館